# 勒米厄-约翰逊氧化反应
勒米厄-约翰逊氧化反应（Lemieux-Johnson oxidation），由雷蒙德·勒米厄与威廉·萨默·约翰逊在1956年报道，是将烯烃氧化为邻二醇或两分子醛的方法。它分为两步。第一步为勒米厄-约翰逊试剂（高碘酸钠-四氧化锇）对烯烃的双羟化，生成邻二醇。第二步为碳－碳单键的断裂。
此反应到醛停止，不再继续氧化，总效果与烯烃臭氧化然后用还原剂处理相同。